# Fleming Island (Floride)
Fleming Island est une census-designated place du comté de Clay, dans l'État de Floride, aux États-Unis,. En 2020, elle compte une population de 29 142 habitants.